# Stade Océane
Stade Océane – stadion piłkarski w Hawrze, we Francji. Został wybudowany w latach 2010–2012 i otwarty 12 lipca 2012 roku. Obiekt może pomieścić 25 278 widzów. Swoje spotkania rozgrywają na nim piłkarze klubu Le Havre AC, którzy przed otwarciem nowej areny występowali na pobliskim Stade Jules-Deschaseaux. Stadion był jedną z aren piłkarskich Mistrzostw Świata kobiet 2019.